# De Kazerij
De Kazerij is een Belgische kaasmakerij in het West-Vlaamse Wervik. Hoewel het bedrijf nog jong is, won het al verschillende internationale prijzen.

## Geschiedenis
André Desmet richtte in 1934 een groothandel in kaas op onder de naam Triporteur. Deze naam verwees naar de triporteur, een bakfiets waarmee de kazen oorspronkelijk aan de klanten bezorgd werden. Na de Tweede Wereldoorlog kende het bedrijf een sterke groei door de toegenomen kaasconsumptie. Dit liet toe om vrachtwagens aan te kopen en bedrijfsruimte uit te breiden.
Jean-Pierre Desmet, zoon van André, nam in 1977 het bedrijf over en liet in 1980 een volledig nieuw bedrijfsgebouw met een grote opslagruimte optrekken. Tot 200.000 kg kaas kan er nog steeds rijpen. Jan Desmet, kleinzoon van André, kwam in 1995 in het bedrijf. Omdat de supermarkten evolueerden naar meer rechtstreekse aankoop van producten bij de producenten en minder via tussenhandelaars, was Triporteur genoodzaakt de strategie aan te passen. Onder impuls van Jan Desmet werd gekozen om exclusieve kazen op de markt te brengen. De eerste exclusieve kaas was Vlaskaas. Deze werd in 2003 gelanceerd. In 2004 werd een tweede merk op de markt gebracht: Jeunesss, een lightproduct.
In 2006 werd door Jan Desmet ID Fresh opgericht, een bedrijf dat instaat voor de distributie en marketing van de verschillende exclusieve kazen. Triporteur bleef een groothandel in honderden kaasmerken en verdeelt deze kazen in meerdere Belgische provincies.
Een volgende grote stap was het oprichten van een eigen kaasmakerij. Daarvoor werd in 2011 De Kazerij opgericht. In 2012 werd vier miljoen euro geïnvesteerd voor het bouwen van een eigen productie-eenheid. Een Nederlandse kaasmaker, Ale Mier, werd aangetrokken als kaasmeester. In 2013 kon dan de eerste eigen kaas op de markt gebracht worden onder de naam Flandrien: "Flandrien Jong". Later volgden nog meer varianten Flandrien-kaas. In 2014 won Flandrien Kaas meteen een eerste internationale prijs op de World Cheese Awards in Londen. In 2016 won De Kazerij er met verschillende kazen samen vier internationale prijzen, waaronder twee keer 'Super Gold'.
De omzet van de drie bedrijven samen bedroeg in 2013 12 miljoen euro. In januari 2017 werd Triporteur verkocht aan voedingsgroothandel Rafina. De familie Desmet concentreert zich vanaf dan volledig op De Kazerij.

## Productie
In 2016 werden in De Kazerij driemaal per dag 80 bollen Flandrien gemaakt, zo'n 1000 ton per jaar. Deze worden verkocht aan kaaswinkels en zelfstandige supermarkten. In het bedrijf liggen duizenden kazen 4 weken tot 24 maanden te rijpen. Door robots worden deze regelmatig omgekeerd. Begin 2017 werkten er 19 personeelsleden bij De Kazerij.
De melk voor de kaas wordt gekocht bij MIKKA ("Melk in de Korte Keten Afzet"), een groep melkveehouders die zelf voor de verdeling van hun melk zorgt, tegen een betere prijs dan de standaard-marktprijs. De Flandrien-kazen zijn Goudse kazen, wat wijst op een type harde wielvormige kazen van koemelk (deze term is niet beschermd en mag overal gebruikt worden, alleen "Gouda Holland" en "Noord-Hollandse Gouda" zijn beschermd). Voor dit type kaas werd gekozen omdat Goudse kaas goed is voor 60% van de Belgische kaasconsumptie.